# Кокуево (Вологодская область)
Кокуево — деревня в Нюксенском районе Вологодской области.
Входит в состав Городищенского сельского поселения (с 1 января 2006 года по 8 апреля 2009 года входила в Брусноволовское сельское поселение), с точки зрения административно-территориального деления — в Брусноволовский сельсовет.
Расстояние до районного центра Нюксеницы по автодороге — 58 км, до центра муниципального образования Городищны по прямой — 16 км. Ближайшие населённые пункты — Верховье, Суровцево, Брусноволовский Погост.
По переписи 2002 года население — 35 человек (18 мужчин, 17 женщин). Всё население — русские.